# 黄奇遇墓
黄奇遇墓，位于中国广东省揭阳市揭西县棉湖镇贡山管区，为揭西县的一个县级文物保护单位，类型为古墓葬，公布时间为1999年。
黄奇遇墓的历史年代为清康熙五年。